# Tratado de Turim (1733)
O Tratado de Turim de 1733 assinado em Setembro foi na realidade um acordo secreto entre a frança e Carlos Emanuel III da Sardenha enquanto que responsável do Ducado de Saboia. Ele tinha prometido prometido apoio militar à França durante a conquista do Ducado de Milão em troca de permitir que as tropas francesas passem pelo seu território para conquistar o Grão-Ducado da Toscana e o Reino das Duas Sicílias.
O tratado preparou o terreno para os movimentos militares franceses na península itálica na Guerra de Sucessão da Polônia.